# 再現ドラマ
再現ドラマ（さいげんドラマ）は、過去に起きた事件や視聴者から投稿されたエピソードの文章などをドラマ化して視聴者にわかりやすく伝えるもの。
ドキュメンタリードラマ（英語: DocudramaまたはDocumentary drama）として、一つの実話を映像化してフィクション化されたノンフィクションのドラマあるいはドキュメンタリーとして構成される場合もある。ただし、「再現ドラマ」という場合には過去のエピソードを取り上げる際に挿入される短い再現映像を指すこともあり、以下の例にあるように情報番組・ワイドショー・バラエティ番組では複数の再現ドラマを挿入して構成している番組もある。エキストラ専門の芸能事務所に所属する無名役者を主役や脇役の格としたうえで制作される。
派生物として、かつて放送されていた『タモリ倶楽部』（テレビ朝日）内のコーナーである「空耳アワー」に用いられる背景映像も、再現ドラマに準じた環境のもとで撮影・制作されていた。

## 日本

### 再現ドラマを利用する番組（定期）

#### 日本テレビ系列
- 踊る!さんま御殿!!
- ザ!世界仰天ニュース
- 世界まる見え!テレビ特捜部（国外で放送された再現ドラマを放映）
- 行列のできる法律相談所
- THE突破ファイル

#### フジテレビ系列
- 奇跡体験!アンビリバボー
- 世界の何だコレ!?ミステリー

### 再現ドラマを利用する番組（単発）

#### 日本テレビ系列
- 緊急報道ドラマスペシャル オウムVS警察 史上最大の作戦（2004年2月24日放映）

#### TBS系列
- 報道特別番組「告白 ～私がサリンを撒きました～ オウム10年目の真実」（2004年3月5日放映）

#### フジテレビ系列
- 1995〜地下鉄サリン事件30年 救命現場の声〜 （2025年3月21日放映）

### 再現ドラマを利用する番組（過去）
VTRになる以前はフィルムだったので通常「再現フィルム」と呼ばれた。

#### 日本テレビ系列
- テレビ3面記事 ウィークエンダー
- お昼のワイドショー
- ザ・サンデー（今週の珍事件のコーナー）
- ザ・ワイド（〇曜日の告白）
- おもいっきりイイ!!テレビ（おんなの劇場）
- いつみても波瀾万丈
- 不幸の法則
- 日本史サスペンス劇場
- 誰も知らない泣ける歌
- 誰だって波瀾爆笑

#### テレビ朝日系列
- 学べる!!ニュースショー!
- 最終警告!たけしの本当は怖い家庭の医学
- 目撃!ドキュン（ご対面）

#### TBS系列
- 徳光和夫の感動再会"逢いたい"
- 復活の日
- 中居正広の金曜日のスマイルたちへ
- ワールド極限ミステリー

#### フジテレビ系列
- わかってちょーだい!
- Dのゲキジョー 運命のジャッジ
- ココリコミラクルタイプ（ドラマというよりコント）
- ブログタイプ（ブログを元にした再現ドラマ）
- スパイスTV どーも☆キニナル!
- エチカの鏡〜ココロにキクテレビ〜
- 直撃!シンソウ坂上

## 韓国
- 事件二十五時（KBS）[1]
- 警察庁の人々（MBC）[1]